# Чапля рифова
Чапля рифова (Egretta gularis) — вид птахів родини чаплевих (Ardeidae).

## Поширення
Вид поширений вздовж узбережжя Західної Африки, Червоного моря, Перської затоки (Іран), простягаючись на схід до Індії та Шрі-Ланки. Бродяжні птахи трапляються в Південній і Центральній Америці, а також в Європі. Мешкає на прибережних водно-болотяних угіддях.

## Опис
Довжина тіла 55–65 см, розмах крил 86–104 см, маса тіла 280—710 г . Чітко вираженого статевого диморфізму немає, але є поліморфізм у забарвленні — цей вид представлений двома типами оперення: білим і сірим (є також проміжні типи). Білі екземпляри схожі на чепуру малу, але мають товщі дзьоб і ноги. Сірі особини важко сплутати з іншими видами роду Egretta.

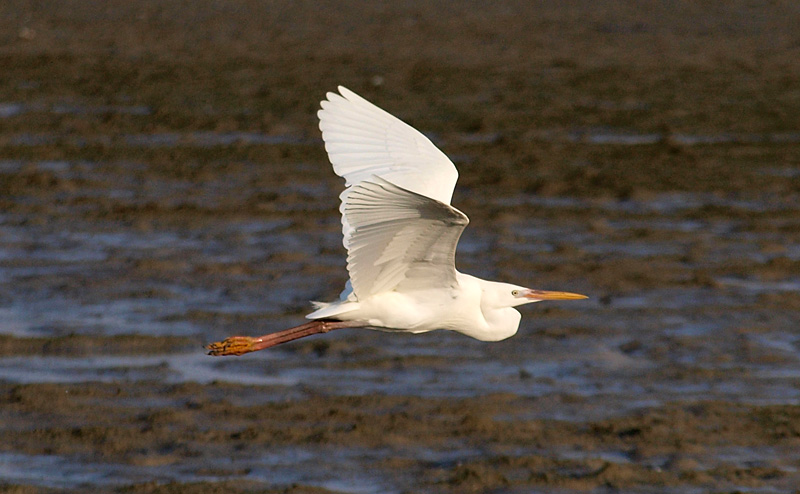
Біла морфа
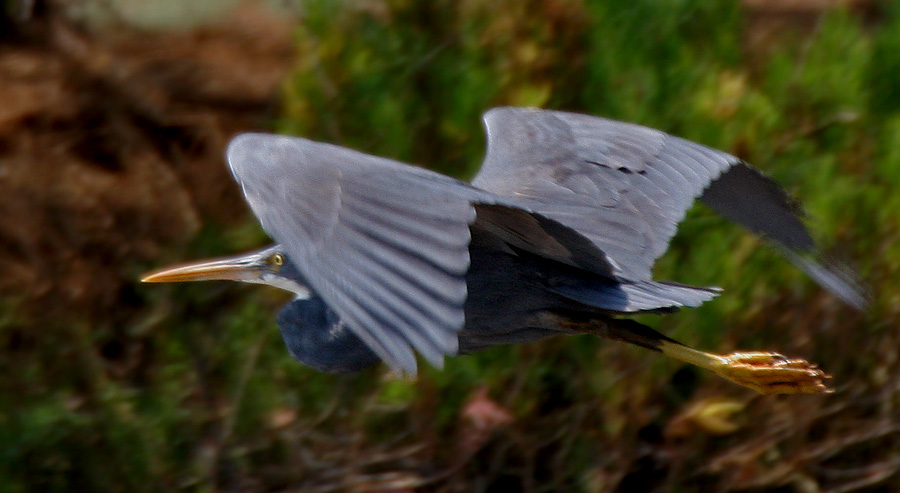
Сіра морфа
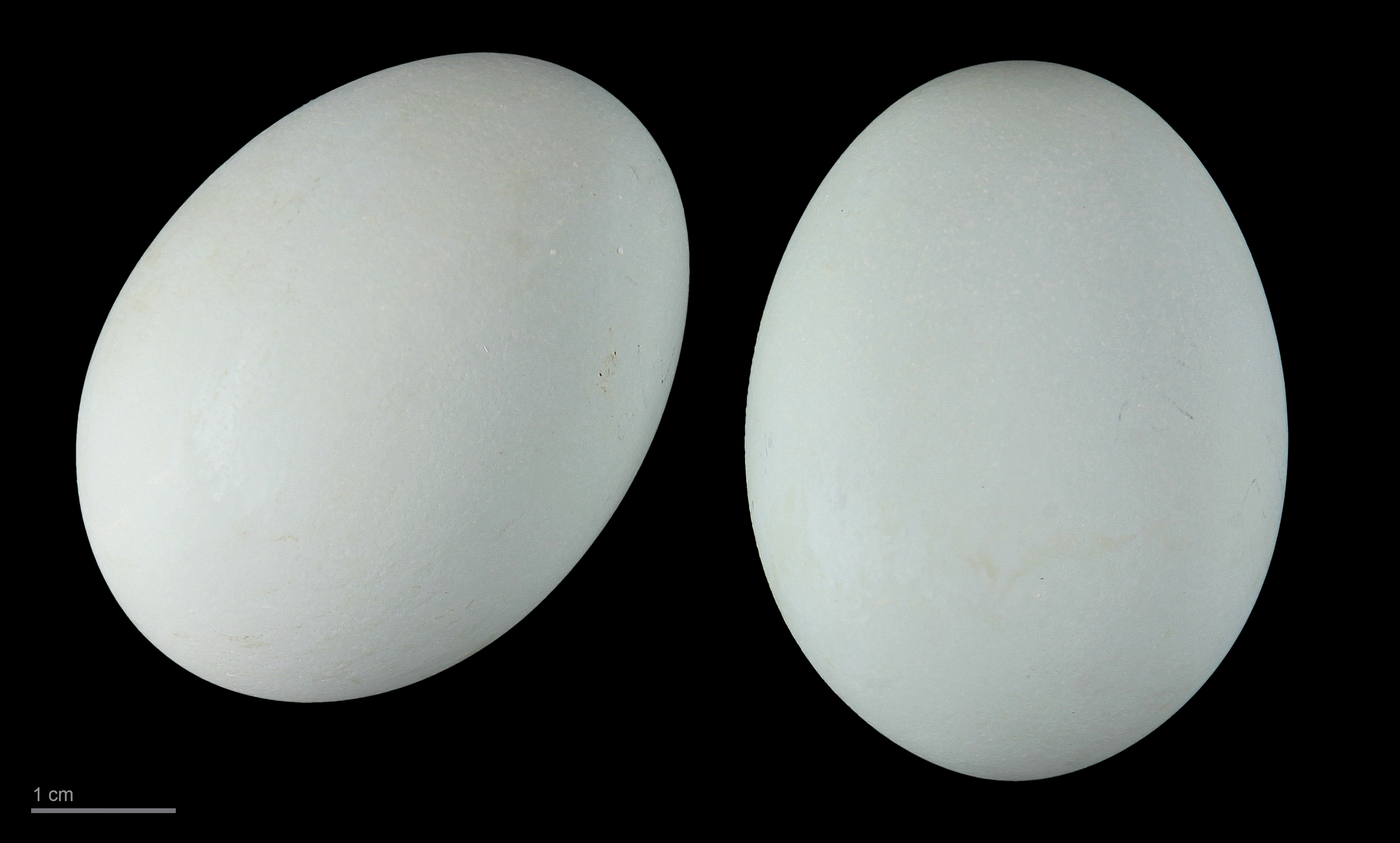
Яйця

## Спосіб життя
Населяє солонувату воду, мангрові зарості, узбережжя морів і океанів, озера, лимани тощо. Харчується рибою, молюсками, ракоподібними та іншими дрібними морськими тваринами, які знаходяться в межах досяжності. Не утворює колоній, тому завжди одна або з партнером. Гніздиться в мангрових заростях, відкладає від двох до чотирьох яєць. Інкубація триває місяць. Коли дитинчата народжуються, перший місяць за ними доглядають батьки, а потім вони залишають гніздо.

## Підвиди
- Egretta gularis gularis (Bosc, 1792) — узбережжя Західної Африки, острови в Гвінейській затоці, Габон.
- Egretta gularis schistacea (Hemprich & Ehrenberg, 1828) — узбережжя Східної Африки, Червоного моря, Перської затоки, південно-східної Індії.